# Karamanli
I Karamanli, o Qaramanli, furono una dinastia di Pascià musulmani che amministrò dal 1711 al 1835 le regioni libiche della Tripolitania, della Cirenaica e di una parte del Fezzan, nominalmente sotto sovranità ottomana.
Il fondatore della dinastia fu il Pascià Ahmad Karamanli, forse lui stesso o il padre di origine turca anatolica, della regione cioè del Karaman.
Il Karamanli più noto fu però il Pascià Yusuf ibn Ali Karamanli, che governò dal 1795 al 1832, combattendo una guerra contro gli Stati Uniti nel 1801–1805 e, ancora una volta - ma con l'aiuto di Tunisi e Algeri nel 1815. 
Il Pascià Ali II chiuse la parabola della dinastia.

## Origini
Ai primi del XVIII secolo, la crisi dell'Impero ottomano era evidente in tutto il Nordafrica, inclusa la Tripolitania.  Guerre civili esplodevano frequentemente, senza che si mettesse in luce alcun governante in grado di affrontare i vari problemi dell'intera regione, nominalmente sotto giurisdizione ottomana. Gli stessi Pascià inviati dalla Sublime porta non erano in grado di sopravvivere nel loro incarico e talvolta di sopravvivere alla lettera. Ahmed Karamanli, un ufficiale della cavalleria dei Giannizzeri, assassinò il governatore ottomano di Tripolitania e s'impadronì del potere, riuscendo poco dopo a farsi riconoscere dall'impotente Impero ottomano come legittimo governatore e a far riconoscere quella sua carica come ereditaria. Sebbene la Tripolitania continuasse a versare nelle casse ottomane il tributo dovuto dalle province del Padishah ottomano, i Karamanli agirono in perfetta autonomia amministrativa e politica.
Uomo intelligente e abile, Ahmad ampliò notevolmente l'economia della sua città, particolarmente attraverso l'impiego di corsari che agivano sulle rotte navali del Mediterraneo. Le nazioni che intendevano proteggere il loro naviglio dai corsari furono obbligate a pagare un tributo al Pascià. Su terra invece egli ampliò il suo controllo sulla Tripolitania, così come sul Fezzan e sulla  Cirenaica prima della sua morte, avvenuta nel 1745.

## Guerre barbaresche
I successori di Ahmad non furono altrettanto capaci, non riuscendo a garantire allo Stato i suoi brevi "tempi d'oro" corsari, tipici anche dei suoi vicini (Algeri o Tunisi.  Tuttavia il potere dei Karamanli sopravvisse a diverse crisi dinastiche.
Nel 1793, l'ufficiale turco-ottomano Ali Benghul depose Hamet Karamanli e per un breve periodo riportò la Tripolitania sotto controllo ottomano.  Il fratello di Hamet, Yusuf (reg'. 1795-1832), tornò tuttavia in Tripolitania e con l'aiuto del bey di Tunisi, restaurò l'indipendenza della Tripolitania.
Nel 1801, Yusuf chiese un tributo di 225 000 $ al Presidente degli Stati Uniti Thomas Jefferson per consentire alle navi americane di entrare nei porti tripolitani. Questi però, sicuro della capacità della sua neo-costituita Marina Militare (United States Navy) di proteggere il naviglio statunitense, respinse le richieste del Pascià, che gli inoltrò, sia pure in maniera ufficiosa, una dichiarazione di guerra nel maggio del 1801, abbattendo il pennone con la bandiera a stelle e strisce davanti al Consolato statunitense.  Jefferson rispose ordinando alla US Navy di entrare nel Mediterraneo, riuscendo a bloccare efficacemente i porti della Tripolitania nel 1803. Dopo alcuni successi iniziali (tra cui l'importante cattura della fregata USS Philadelphia, il Pascià capì di essere minacciato lui stesso da un'invasione delle truppe statunitensi, dopo la Battaglia di Derna.  Firmò quindi un Trattato che mise fine alla guerra il 10 giugno 1805.

## Declino
Dal 1819, i vari trattati delle guerre napoleoniche avevano portato le Reggenze barbaresche a ricorrere alla guerra di corsa come fonte principale d'introito, e l'economia delle Tripolitania cominciò a sgretolarsi.  Yūsuf tentò di compensare il minor gettito delle entrate tripolitane incoraggiando il traffico degli schiavi sub-sahariani, ma la crescita del sentimento abolizionistico in Europa e, in minor misura, negli Stati Uniti, le sorti dell'economia tripolitana erano ormai segnate.
Con l'indebolimento di Yūsuf, le fazioni in Tripolitania ripresero vigore coi suoi tre figli. Sebbene Yūsuf abdicasse nel 1832 in favore del figlio ʿAlī II, la guerra civile esplose.  Il Sultano ottomano Mahmud II inviò sue truppe nel dichiarato intento di restaurare l'ordine ma, in realtà per riaffermare la propria sovranità, deponendo ed esiliando ʿAlī II. Aveva così termine la dinastia dei Karamanli e l'indipendenza della Tripolitania..
Un discendente della famiglia, che ha conservato lo stesso nome, esiste ancora a Tripoli (Libia).

## Lista dei Pascià della dinastia dei Karamanli (1711-1835)
- Ahmad I Karamanli (29 luglio 1711 - 4 novembre 1745)
- Mehmed Karamanli (4 novembre 1745 - 24 luglio 1754)
- Ali I Karamanli (24 luglio 1754 - 30 luglio 1793)
- Ali (II) Burghul Pascià Cezayrli (30 luglio 1793 - 20 gennaio 1795) (usurpatore)
- Ahmad II Karamanli (20 gennaio - 11 giugno 1795)
- Yusuf Karamanli (11 giugno 1795 - 20 agosto 1832)
- Mehmed Karamanli (1817) (1ª volta, ribelle)
- Mehmed ibn 'Ali Karamanli (1824) (1ª volta, ribelle)
- Mehmed Karamanli (1826) (2ª volta, ribelle)
- Mehmed Karamanli (luglio 1832) (3ª volta, ribelle)
- Mehmed ibn 'Ali Karamanli (1835) (2ª volta, ribelle)
- Ali II Karamanli (20 agosto 1832 - 26 maggio 1835)